# 满泰 (民国)
满泰（1883年—1934年7月），字子舒，蒙古族，绥远土默特旗（今内蒙古自治区呼和浩特市土默特左旗）鄂尔格逊村人。中华民国大陆时期军事及政治人物。

## 生平
满泰早年念私塾10年。1907年，他加入中国同盟会，与云亨等人都是土默特地区最早的中国同盟会会员。
1914年（民国三年）至1916年（民国五年），满泰在任萨拉齐、武川警备队长期间，参与反对绥远都统蒋雁行。后来他遭到绥远都统蒋雁行的缉捕，被迫离开土默特左旗，流亡青海、湖北、山东等地。1921年，满泰回到土默特左旗。同年10月，玉禄的警备第三路改编为补充团，玉禄任该团团长，满泰任副团长。1925年（民国十四年）玉禄在剿匪中牺牲，满泰接任该补充团长，继续剿匪。8月，该补充团改为骑兵暂编第三团，后扩编为骑兵第一旅（下辖两个团），隶属于国民军，满泰任旅长。1926年（民国十五年）末，满泰任骑兵第五师师长。1927年10月，晋军离开绥远，满泰护理绥远都统。1927年（民国十六年），奉军将骑五师改编为三十军，满泰任军长，并兼任绥西镇守使，该军军部驻包头。1928年（民国十七年），晋军取代奉军再次统治绥远。同年9月，李培基奉阎锡山的命令，将第三十军缩编为骑兵旅，满泰被迫离开军队，任土默特旗总管。
1929年（民国十八年）中原大战前，蒋介石曾请满泰召集旧部，在绥远牵制阎锡山。满泰未答应。后来他因为生病，遂于1933年以后将旗政事务交给秘书长宋祥代理。
1934年（民国二十三年）7月，满泰病逝于归绥，享年52岁。